# マイケル・クラーク (クリケット選手)
マイケル・ジョン・クラーク, AO（英: Michael John Clarke, AO、1981年4月2日 - ）は、オーストラリア・ニューサウスウェールズ州出身の元プロクリケット選手。元オーストラリア代表。ポジションはバッツマン。

## 概要
20世紀有数のクリケット選手の一人。2013年には世界年間最優秀選手に贈られるサー・ガーフィールド・ソバーズ・トロフィーを受賞。